# (35350) Lespaul
(35350) Lespaul ist ein Asteroid des äußeren Hauptgürtels, der am 8. Juni 1997 von dem belgischen Astronomen Eric Walter Elst am La-Silla-Observatorium der Europäischen Südsternwarte in Chile (IAU-Code 809) entdeckt wurde. Unbestätigte Sichtungen des Asteroiden hatte es vorher schon am 12. und 17. März 1996 unter der vorläufigen Bezeichnung 1996 EK14 an der auf dem Kitt Peak gelegenen Außenstation des Steward Observatory gegeben.
Der Asteroid gehört zur Hygiea-Familie, einer eher älteren Gruppe von Asteroiden, wie vermutet wird, deren größtes Mitglied der Asteroid (10) Hygiea ist. (35350) Lespaul befindet sich in einer 7-2-3-Bahnresonanz mit Jupiter und Saturn.
Der Asteroid wurde am 4. Oktober 2009 nach dem US-amerikanischen Gitarristen Les Paul benannt, der am 13. August 2009 gestorben war. Les Paul war wesentlich an der Entwicklung moderner Aufnahmetechniken und der Weiterentwicklung der E-Gitarre beteiligt.